# Salvador Viniegra
Salvador Viniegra y Lasso de la Vega (n. 23 noiembrie 1862, Cádiz, Andaluzia, Spania – d. 28 aprilie 1915, Madrid, Noua Castilie⁠(d), Spania) a fost un pictor de pictură istorică spaniol și mecena al artelor.

## Biografie
Născut la Cádiz, Viniegra a început să studieze dreptul, dar în scurt timp a decis să devină pictor și a intrat la Escuela de Bellas Artes de Cádiz, unde i-a avut ca profesori pe Rámon Rodríguez Barcaza și José Pérez Jiménez. Inițial, s-a concentrat asupra picturii înacuarelă, iar o serie de lucrări de acest gen, care s-a transformat în cele din urmă într-un album, i-au adus primul succes public, în 1877. În anii următori, a câștigat diverse premii de pictură la expoziții regionale și a călătorit la Roma, unde s-a dedicat studiului desenului de personaje.

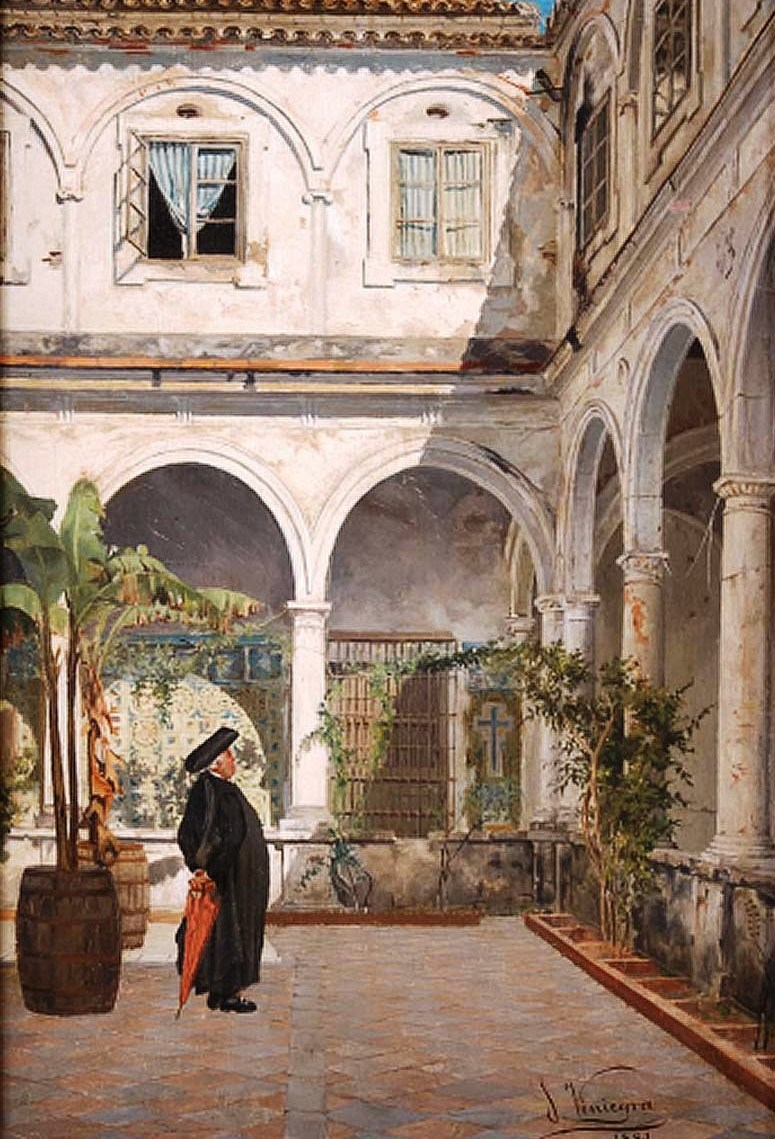
Patio del Convento de San Francisco de Cádiz, o lucrare din 1881

Întors în Spania în 1882, a concurat în același an la Exposición de Hernándéz, prezentând pictura Un patio de Sevilla. Mai târziu, o altă lucrare de proporții mari, La bendición de los campos en 1800, a fost expusă la Exposición Nacional de Madrid în 1887 și a primit premiul întâi la categoria sa.
În 1890, a câștigat o bursă de merit pentru a studia la Academia Española de Bellas Artes din Roma, unde a locuit până în noiembrie 1896, iar această perioadă italiană a fost cea mai bogată din vasta sa opera. Expuse la München, Roma și Budapesta, lucrările sale au fost reproduse fără încetare, făcându-l unul dintre cei mai populari pictori din Europa. În 1897, La romería del Rocío a fost expusă la Sala Dante de Roma și la Exposición Nacional de Bellas Artes din Madrid. De asemenea, a apărut la Târgurile Mondiale din 1898 la München și Viena, unde a câștigat mai multe medalii de aur. Tabloul și-a continuat turneul internațional când un negustor polonez a acceptat să o expună în diferite orașe din Europa de Est. Viniegra a donat-o în cele din urmă la Muzeul de Artă Modernă din Madrid din Madrid în 1905.
Stabilindu-se la Madrid, Viniegra a fost numit director adjunct și conservator al muzeului Prado al orașului în 1898. În această perioadă, a devenit un important mecena al artelor. Fiind el însuși un violoncelist remarcabil, a acordat un sprijin deosebit muzicienilor, printre beneficiarii săi fiind compozitorul Manuel de Falla și violoncelistul și dirijorul Juan Ruiz Casaux⁠(d). A murit la Madrid.

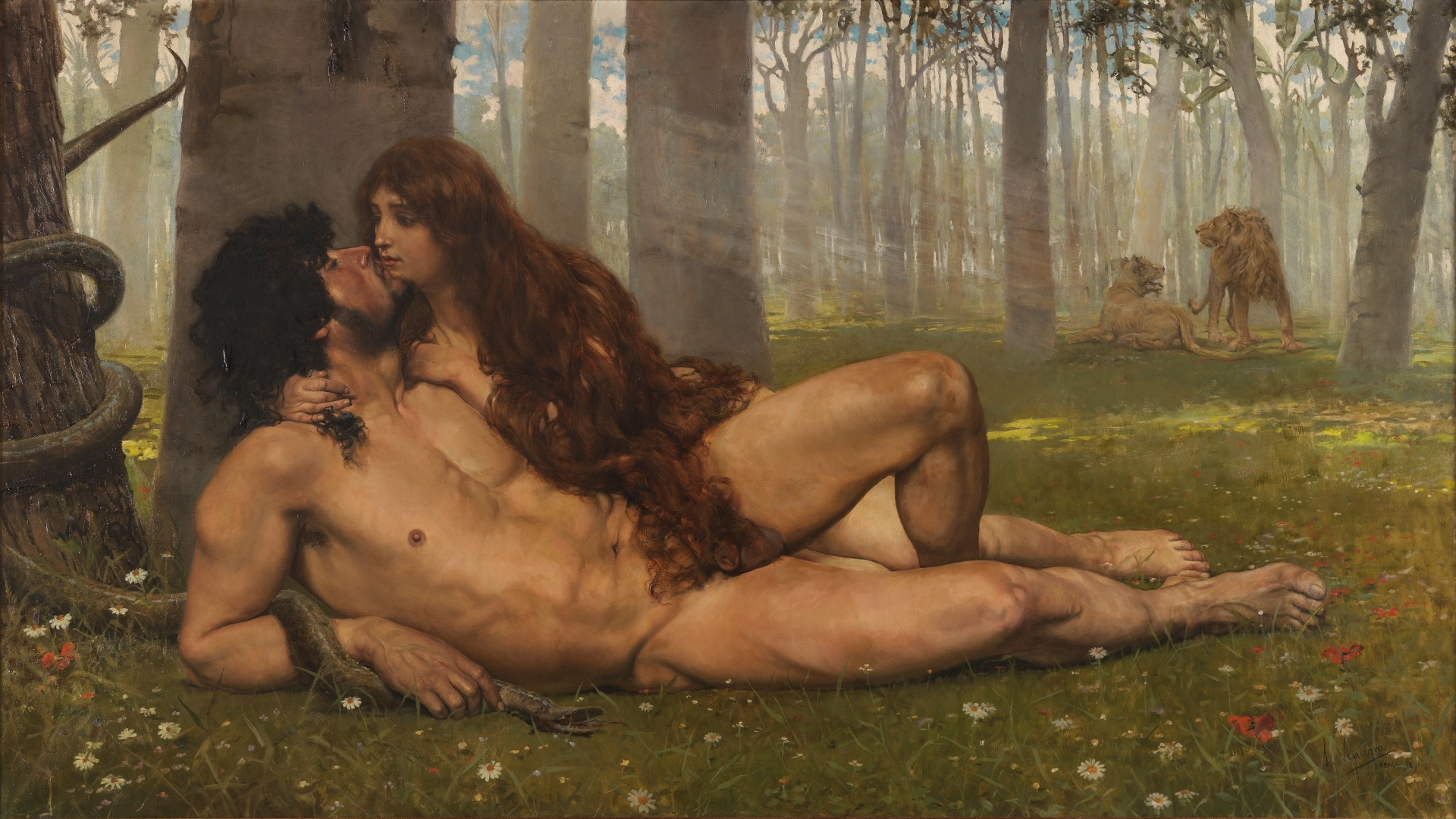
Primul sărut (El primer beso, 1891; Muzeul Prado)